# 33544 Джерольд
33544 Джерольд (33544 Jerold) — астероїд головного поясу, відкритий 15 травня 1999 року.
Тіссеранів параметр щодо Юпітера — 3,388.